# Super Bowlon részt vett vezetőedzők listája
A Super Bowl egy évente megrendezésre kerülő amerikaifutball-mérkőzés, ahol eldől, hogy ki a National Football League (NFL) bajnoka. Az alábbi táblázat a Super Bowlon részt vett csapatok vezetőedzőit tartalmazza.
A legsikeresebb edző Bill Belichick, aki a New England Patriots vezetőedzőjeként 6 alkalommal nyert Super Bowlt. A legtöbbször, összesen kilencszer Belichick vett részt Super Bowlon, mindannyiszor a New England Patriots vezetőedzőjeként. Chuck Noll 1975 és 1980 között a Pittsburgh Steelers vezetőedzőjeként négyszer nyert Super Bowlt.

## Super Bowlon részt vett csapatok vezetőedzői
- A vezetőedző neve után a zárójelben lévő szám jelzi, hogy az adott vezetőedző hányadszorra nyerte meg a Super Bowlt.

| Dátum             | Super Bowl | Győztes            | Győztes              | Vesztes              | Vesztes        | Eredm.       |
| Dátum             | Super Bowl | Vezetőedző         | Csapat               | Csapat               | Vezetőedző     | Eredm.       |
| ----------------- | ---------- | ------------------ | -------------------- | -------------------- | -------------- | ------------ |
| 1967. január 15.  | I          | Vince Lombardi     | Green Bay Packers    | Kansas City Chiefs   | Hank Stram     | 35–10        |
| 1968. január 14.  | II         | Vince Lombardi (2) | Green Bay Packers    | Oakland Raiders      | John Rauch     | 33–14        |
| 1969. január 12.  | III        | Weeb Ewbank        | New York Jets        | Baltimore Colts      | Don Shula      | 16–7         |
| 1970. január 11.  | IV         | Hank Stram         | Kansas City Chiefs   | Minnesota Vikings    | Bud Grant      | 23–7         |
| 1971. január 16.  | V          | Don McCafferty     | Baltimore Colts      | Dallas Cowboys       | Tom Landry     | 16–13        |
| 1972. január 16.  | VI         | Tom Landry         | Dallas Cowboys       | Miami Dolphins       | Don Shula      | 24–3         |
| 1973. január 14.  | VII        | Don Shula          | Miami Dolphins       | Washington Redskins  | George Allen   | 14–7         |
| 1974. január 13.  | VIII       | Don Shula (2)      | Miami Dolphins       | Minnesota Vikings    | Bud Grant      | 24–7         |
| 1975. január 12.  | IX         | Chuck Noll         | Pittsburgh Steelers  | Minnesota Vikings    | Bud Grant      | 16–6         |
| 1976. január 18.  | X          | Chuck Noll (2)     | Pittsburgh Steelers  | Dallas Cowboys       | Tom Landry     | 21–17        |
| 1977. január 9.   | XI         | John Madden        | Oakland Raiders      | Minnesota Vikings    | Bud Grant      | 32–14        |
| 1978. január 15.  | XII        | Tom Landry (2)     | Dallas Cowboys       | Denver Broncos       | Red Miller     | 27–10        |
| 1979. január 21.  | XIII       | Chuck Noll (3)     | Pittsburgh Steelers  | Dallas Cowboys       | Tom Landry     | 35–31        |
| 1980. január 20.  | XIV        | Chuck Noll (4)     | Pittsburgh Steelers  | Los Angeles Rams     | Ray Malavasi   | 31–19        |
| 1981. január 25.  | XV         | Tom Flores         | Oakland Raiders      | Philadelphia Eagles  | Dick Vermeil   | 27–10        |
| 1982. január 24.  | XVI        | Bill Walsh         | San Francisco 49ers  | Cincinnati Bengals   | Forrest Gregg  | 26–21        |
| 1983. január 30.  | XVII       | Joe Gibbs          | Washington Redskins  | Miami Dolphins       | Don Shula      | 27–17        |
| 1984. január 22.  | XVIII      | Tom Flores (2)     | Los Angeles Raiders  | Washington Redskins  | Joe Gibbs      | 38–9         |
| 1985. január 20.  | XIX        | Bill Walsh (2)     | San Francisco 49ers  | Miami Dolphins       | Don Shula      | 38–16        |
| 1986. január 26.  | XX         | Mike Ditka         | Chicago Bears        | New England Patriots | Raymond Berry  | 46–10        |
| 1987. január 25.  | XXI        | Bill Parcells      | New York Giants      | Denver Broncos       | Dan Reeves     | 39–20        |
| 1988. január 31.  | XXII       | Joe Gibbs (2)      | Washington Redskins  | Denver Broncos       | Dan Reeves     | 42–10        |
| 1989. január 22.  | XXIII      | Bill Walsh (3)     | San Francisco 49ers  | Cincinnati Bengals   | Sam Wyche      | 20–16        |
| 1990. január 28.  | XXIV       | George Seifert     | San Francisco 49ers  | Denver Broncos       | Dan Reeves     | 55–10        |
| 1991. január 27.  | XXV        | Bill Parcells (2)  | New York Giants      | Buffalo Bills        | Marv Levy      | 20–19        |
| 1992. január 26.  | XXVI       | Joe Gibbs (3)      | Washington Redskins  | Buffalo Bills        | Marv Levy      | 37–24        |
| 1993. január 31.  | XXVII      | Jimmy Johnson      | Dallas Cowboys       | Buffalo Bills        | Marv Levy      | 52–17        |
| 1994. január 30.  | XXVIII     | Jimmy Johnson (2)  | Dallas Cowboys       | Buffalo Bills        | Marv Levy      | 30–13        |
| 1995. január 29.  | XXIX       | George Seifert (2) | San Francisco 49ers  | San Diego Chargers   | Bobby Ross     | 49–26        |
| 1996. január 28.  | XXX        | Barry Switzer      | Dallas Cowboys       | Pittsburgh Steelers  | Bill Cowher    | 27–17        |
| 1997. január 26.  | XXXI       | Mike Holmgren      | Green Bay Packers    | New England Patriots | Bill Parcells  | 35–21        |
| 1998. január 25.  | XXXII      | Mike Shanahan      | Denver Broncos       | Green Bay Packers    | Mike Holmgren  | 31–24        |
| 1999. január 31.  | XXXIII     | Mike Shanahan (2)  | Denver Broncos       | Atlanta Falcons      | Dan Reeves     | 34–19        |
| 2000. január 30.  | XXXIV      | Dick Vermeil       | St. Louis Rams       | Tennessee Titans     | Jeff Fisher    | 23–16        |
| 2001. január 28.  | XXXV       | Brian Billick      | Baltimore Ravens     | New York Giants      | Jim Fassel     | 34–7         |
| 2002. február 3.  | XXXVI      | Bill Belichick     | New England Patriots | St. Louis Rams       | Mike Martz     | 20–17        |
| 2003. január 26.  | XXXVII     | Jon Gruden         | Tampa Bay Buccaneers | Oakland Raiders      | Bill Callahan  | 48–21        |
| 2004. február 1.  | XXXVIII    | Bill Belichick (2) | New England Patriots | Carolina Panthers    | John Fox       | 32–29        |
| 2005. február 6.  | XXXIX      | Bill Belichick (3) | New England Patriots | Philadelphia Eagles  | Andy Reid      | 24–21        |
| 2006. február 5.  | XL         | Bill Cowher        | Pittsburgh Steelers  | Seattle Seahawks     | Mike Holmgren  | 21–10        |
| 2007. február 4.  | XLI        | Tony Dungy         | Indianapolis Colts   | Chicago Bears        | Lovie Smith    | 29–17        |
| 2008. február 3.  | XLII       | Tom Coughlin       | New York Giants      | New England Patriots | Bill Belichick | 17–14        |
| 2009. február 1.  | XLIII      | Mike Tomlin        | Pittsburgh Steelers  | Arizona Cardinals    | Ken Whisenhunt | 27–23        |
| 2010. február 7.  | XLIV       | Sean Payton        | New Orleans Saints   | Indianapolis Colts   | Jim Caldwell   | 31–17        |
| 2011. február 6.  | XLV        | Mike McCarthy      | Green Bay Packers    | Pittsburgh Steelers  | Mike Tomlin    | 31–25        |
| 2012. február 5.  | XLVI       | Tom Coughlin (2)   | New York Giants      | New England Patriots | Bill Belichick | 21–17        |
| 2013. február 3.  | XLVII      | John Harbaugh      | Baltimore Ravens     | San Francisco 49ers  | Jim Harbaugh   | 34–31        |
| 2014. február 2.  | XLVIII     | Pete Carroll       | Seattle Seahawks     | Denver Broncos       | John Fox       | 43–8         |
| 2015. február 1.  | XLIX       | Bill Belichick (4) | New England Patriots | Seattle Seahawks     | Pete Carroll   | 28–24        |
| 2016. február 7.  | 50         | Gary Kubiak        | Denver Broncos       | Carolina Panthers    | Ron Rivera     | 24–10        |
| 2017. február 5.  | LI         | Bill Belichick (5) | New England Patriots | Atlanta Falcons      | Dan Quinn      | 34–28 (h.u.) |
| 2018. február 4.  | II         | Doug Pederson      | Philadelphia Eagles  | New England Patriots | Bill Belichick | 41–33        |
| 2019. február 3.  | LIII       | Bill Belichick (6) | New England Patriots | Los Angeles Rams     | Sean McVay     | 13–3         |
| 2020. február 2.  | LIV        | Andy Reid          | Kansas City Chiefs   | San Francisco 49ers  | Kyle Shanahan  | 31–20        |
| 2021. február 7.  | LV         | Bruce Arians       | Tampa Bay Buccaneers | Kansas City Chiefs   | Andy Reid      | 31–9         |
| 2022. február 13. | LVI        | Sean McVay         | Los Angeles Rams     | Cincinnati Bengals   | Zac Taylor     | 23–20        |
| 2023. február 12. | LVII       | Andy Reid (2)      | Kansas City Chiefs   | Philadelphia Eagles  | Nick Sirianni  | 38–35        |
| 2024. február 11. | LVIII      | Andy Reid (3)      | Kansas City Chiefs   | San Francisco 49ers  | Kyle Shanahan  | 25–22        |
| 2025. február 9.  | LIX        | Nick Sirianni      | Philadelphia Eagles  | Kansas City Chiefs   | Andy Reid      | 40–22        |

## Részvételek száma szerint
Az alábbi táblázatban szereplő vezetőedzők az eddig megrendezett 57 Super Bowl (1967–2023) közül egynél többször vettek részt. A vastag betűvel írt Super Bowlt az edző megnyerte a csapatával.
| Részvétel | Vezetőedző     | Gy–V | Super Bowlok                                           | Csapat(ok)                              |
| --------- | -------------- | ---- | ------------------------------------------------------ | --------------------------------------- |
| 9         | Bill Belichick | 6–3  | XXXVI, XXXVIII, XXXIX, XLII, XLVI, XLIX, LI, LII, LIII | New England Patriots                    |
| 6         | Andy Reid      | 3–3  | XXXIX, LIV, LV, LVII, LVIII, LIX                       | Philadelphia Eagles, Kansas City Chiefs |
| 6         | Don Shula      | 2–4  | III, VI, VII, VIII, XVII, XIX                          | Baltimore Colts, Miami Dolphins         |
| 5         | Tom Landry     | 2–3  | V, VI, X, XII, XIII                                    | Dallas Cowboys                          |
| 4         | Chuck Noll     | 4–0  | IX, X, XIII, XIV                                       | Pittsburgh Steelers                     |
| 4         | Joe Gibbs      | 3–1  | XVII, XVIII, XXII, XXVI                                | Washington Redskins                     |
| 4         | Bud Grant      | 0–4  | IV, VIII, IX, XI                                       | Minnesota Vikings                       |
| 4         | Marv Levy      | 0–4  | XXV, XXVI, XXVII, XXVIII                               | Buffalo Bills                           |
| 4         | Dan Reeves     | 0–4  | XXI, XXII, XXIV, XXXIII                                | Denver Broncos, Atlanta Falcons         |
| 3         | Bill Walsh     | 3–0  | XVI, XIX, XXIII                                        | San Francisco 49ers                     |
| 3         | Bill Parcells  | 2–1  | XXI, XXV, XXXI                                         | New York Giants, New England Patriots   |
| 3         | Mike Holmgren  | 1–2  | XXXI, XXXII, XL                                        | Green Bay Packers, Seattle Seahawks     |
| 2         | Vince Lombardi | 2–0  | I, II                                                  | Green Bay Packers                       |
| 2         | Tom Flores     | 2–0  | XV, XVIII                                              | Oakland/Los Angeles Raiders             |
| 2         | Jimmy Johnson  | 2–0  | XXVII, XXVIII                                          | Dallas Cowboys                          |
| 2         | George Seifert | 2–0  | XXIV, XXIX                                             | San Francisco 49ers                     |
| 2         | Mike Shanahan  | 2–0  | XXXII, XXXIII                                          | Denver Broncos                          |
| 2         | Tom Coughlin   | 2–0  | XLII, XLVI                                             | New York Giants                         |
| 2         | Hank Stram     | 1–1  | I, IV                                                  | Kansas City Chiefs                      |
| 2         | Dick Vermeil   | 1–1  | XV, XXXIV                                              | Philadelphia Eagles, St. Louis Rams     |
| 2         | Bill Cowher    | 1–1  | XXX, XL                                                | Pittsburgh Steelers                     |
| 2         | Mike Tomlin    | 1–1  | XLIII, XLV                                             | Pittsburgh Steelers                     |
| 2         | Pete Carroll   | 1–1  | XLVIII, XLIX                                           | Seattle Seahawks                        |
| 2         | Sean McVay     | 1–1  | LIII, LVI                                              | Los Angeles Rams                        |
| 2         | Nick Sirianni  | 1–1  | LVII, LIX                                              | Philadelphia Eagles                     |
| 2         | John Fox       | 0–2  | XXXVIII, XLVIII                                        | Carolina Panthers, Denver Broncos       |
| 2         | Kyle Shanahan  | 0–2  | LIV, LVIII                                             | San Francisco 49ers                     |